# Christlich-Demokratische Arbeitnehmerschaft Deutschlands
Die Christlich-Demokratische Arbeitnehmerschaft Deutschlands (CDA) ist eine Vereinigung der CDU mit dem inhaltlichen Schwerpunkt „Sozialpolitik“. Der entsprechende Namenszusatz der CDA lautet gemäß Satzung „CDU-Sozialausschüsse“.
Die CDA ist aus der christlich-sozialen Bewegung hervorgegangen und erhebt den Anspruch, für die Christlich-Sozialen innerhalb der CDU eine Heimat zu bieten. Die Christlich-Sozialen sind eine der drei großen Parteiflügel innerhalb der CDU neben den Liberalen und den Konservativen.
Der Sitz ist Berlin, bis 1999/2000 Königswinter.
Bekannte Mitglieder der Vereinigung sind u. a. die ehemaligen Ministerpräsidenten Tobias Hans und Armin Laschet sowie die ehemaligen Bundesminister Annegret Kramp-Karrenbauer und Peter Altmaier. Der ehemalige Bundesinnenminister Horst Seehofer ist Mitglied der CSA, dem Sozialflügel der CSU.

## Geschichte

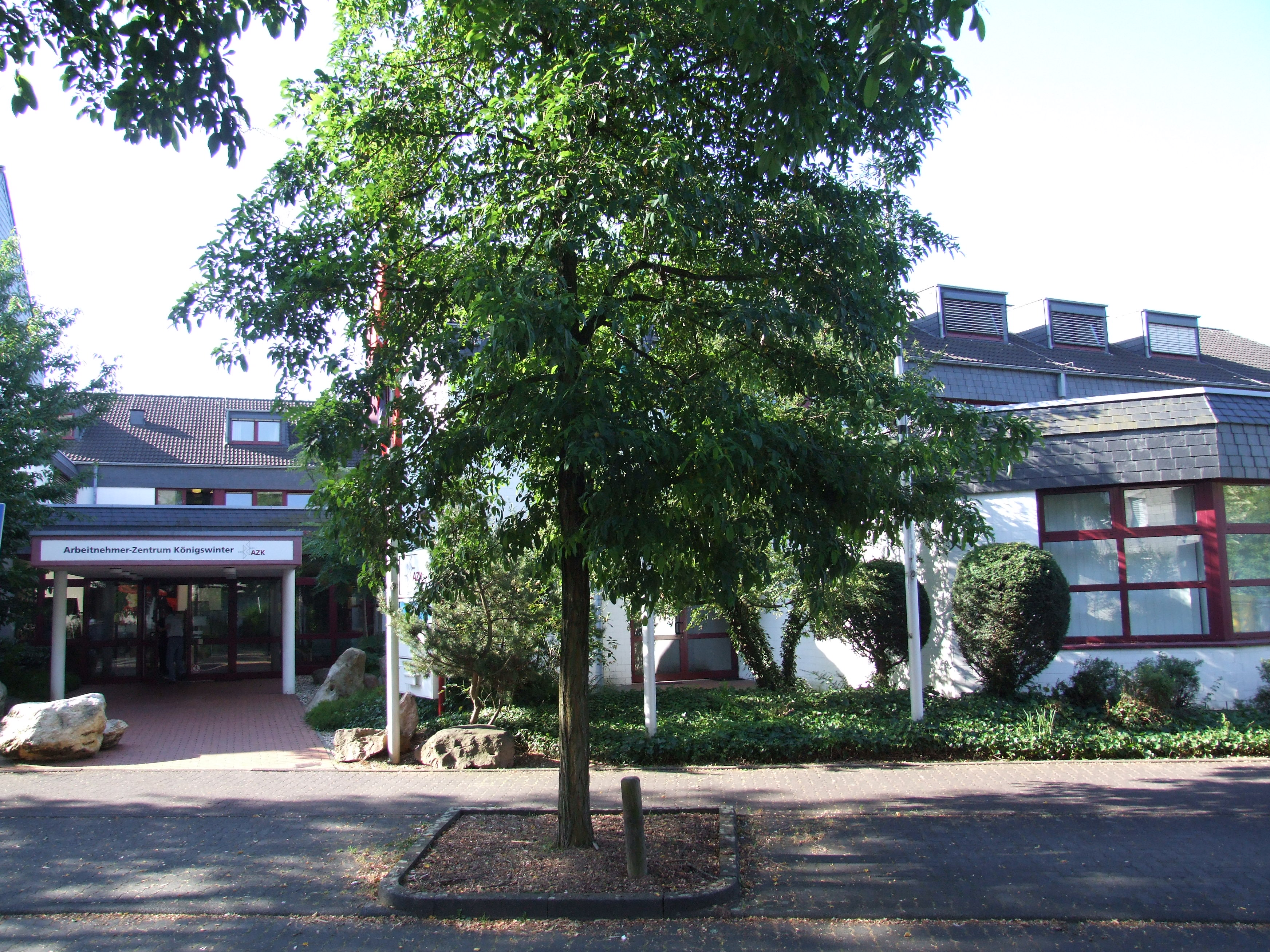
Arbeitnehmer-Zentrum Königswinter, Sitz bis 1999/2000

Die Gründung der CDA wurde nach dem Zweiten Weltkrieg vor allem von ehemaligen christlichen Gewerkschaftern in den Arbeiterhochburgen Nordrhein-Westfalens betrieben. Die offizielle Gründung der CDA fand im Jahr 1946 im Kolpinghaus in Herne statt. In den Anfangsjahren stand für die CDA programmatisch vor allem die Soziale Frage, d. h. die materielle Sicherheit der Arbeitnehmer und deren Stellung in den Betrieben, im Vordergrund. Seit die Vereinigung 1967 mit der Offenburger Erklärung ihr erstes Grundsatzprogramm verabschiedete, wandte sie sich vermehrt auch gesamtgesellschaftlichen Fragen zu. Schwerpunkte in der Arbeit der CDA bilden heute neben der Arbeits- und Sozialpolitik auch die Renten-, Gesundheits- und Familienpolitik.
Bei den Wahlen zum Parteivorsitz 2018 und 2021 sprach sich die CDA jeweils für Annegret Kramp-Karrenbauer und Armin Laschet aus, die beide auch gewannen.

## Struktur

### Innere Struktur
Unterorganisationen der CDA sind u. a. ihre Jugendorganisation, die Junge CDA, ehemals Junge Arbeitnehmerschaft (JA), sowie die Arbeitsgemeinschaften Frauen in der CDA, Betriebsarbeit, AG DGB, AG CGB, AG dbb, AG Bundeswehrverband und Stegerwaldbund. Die Junge CDA wurde auf der Gründungsversammlung 1947 ebenfalls in Herne ins Leben gerufen. Sie ist in 15 Landesverbänden organisiert. Alle Mitglieder der CDA sind bis zum 35. Lebensjahr automatisch auch Mitglied der Jungen CDA. Aktuell (2025) bestehen aktive Landesverbände in Berlin, Brandenburg, Niedersachsen, Nordrhein-Westfalen, Hessen, Baden-Württemberg und Rheinland-Pfalz. 
Die CDA arbeitet eng mit der Arbeitnehmer-Union der CSU zusammen.

### Vorsitzende
- 1947–1949: Johannes Albers
- 1949–1958: Jakob Kaiser
- 1958: Karl Arnold
- 1958–1963: Johannes Albers
- 1963–1977: Hans Katzer
- 1977–1987: Norbert Blüm
- 1987–1993: Ulf Fink
- 1993: Werner Schreiber
- 1994–2001: Rainer Eppelmann
- 2001–2004: Hermann-Josef Arentz
- 2004–2005: Gerald Weiß
- 2005–2024: Karl-Josef Laumann
- seit 2024: Dennis Radtke

In CDU-geführten Regierungen auf Bundes- und Landesebene wurde bisher traditionell zumindest der Sozial- oder Arbeitsminister durch ranghohe Mitglieder des CDA gestellt. Ursula von der Leyen allerdings war auch in ihrer Zeit als Bundesministerin für Arbeit und Soziales von 2009 bis 2013 nur einfaches Mitglied, ihr parlamentarischer Staatssekretär Ralf Brauksiepe dagegen ist stellvertretender CDA-Bundesvorsitzender.

### Landesverbände
| Landesverband          | Vorsitzende/r            | Mitglieder |
| ---------------------- | ------------------------ | ---------- |
| Baden-Württemberg      | Christian Bäumler        |            |
| Berlin                 | Gernot Nahrung           |            |
| Brandenburg            | Wolfgang Gall            |            |
| Bremen                 | Claudia Köhler-Treschok  |            |
| Hamburg                | Silke Seif               |            |
| Hessen                 | Kai-Uwe Hemmerich        |            |
| Mecklenburg-Vorpommern | Katharina Lochter        |            |
| Niedersachsen          | Eike Holsten, MdL        |            |
| Braunschweig           | Alexander Börger         |            |
| Hannover               | Jens-Oliver Kaiser       |            |
| Oldenburg              | Jan Hoyer                |            |
| Nordrhein-Westfalen    | Daniel Scheen-Pauls, MdL |            |
| Rheinland-Pfalz        | Jessica Weller           |            |
| Saarland               | Marc Speicher, MdL       |            |
| Sachsen                | Alexander Krauß          |            |
| Sachsen-Anhalt         | Vincent Schwenke         |            |
| Schleswig-Holstein     | Andreas Ellendt          |            |
| Thüringen              | Thadäus König, MdL       |            |

### Bekannte Mitglieder
- Sandra Ahrens
- Peter Altmaier
- Gertrud Aretz
- Jürgen Augustinowitz
- Sabine Bächle-Scholz
- Georg Badeck
- Rainer Bensch
- Gustav Bergemann
- Konrad Birkholz
- Irmgard Blättel
- Theodor Blank
- Antje Blumenthal
- Norbert Blüm
- Kurt Böckmann
- Maria Böhmer
- Wolfgang Börnsen
- Peter Brakelmann
- Bernhard Brinkert
- Leonhard Brockmann
- Elmar Brok
- Heinz Budde
- Anette Bunse
- Albert Burger
- Otto Michael Buss
- Thomas Colditz
- Eberhard Dall’Asta
- Heike Dederer
- Hans Derben
- Ursula Doppmeier
- Brigitte Dreyer
- Wolf-Dietrich Drevs
- Wolfgang Erler
- Karl-Heinz Exner
- Dieter Fischer
- Nikolaus Fleckenstein
- Ansgar Focke
- Johannes Fröhlings
- Torsten Geerdts
- Willi Gehring
- Heiner Geißler
- Angelika Gemkow
- Regina Görner
- Konrad Grundmann
- Serap Güler
- Horst Günther
- Kurt Härzschel
- Armin Häuser
- Lothar Hampe
- Elke Hannack
- Tobias Hans
- Heinz Hausmann
- Martin Heix
- Clemens Henzler
- Robert Hochbaum
- Karl-Heinz Hoffmann
- Emilie Hucht
- Moritz Hunzinger
- Dieter Hussing
- Heinz Jansen
- Karlheinz Jansen
- Elfriede Kaiser-Nebgen
- Dietmar Katzy
- Walter Kern
- Hubert Kleff
- Alfons Klein
- Hugo Klein
- Rita Klöpper
- Klaus Köberle
- Wolfgang Kölker
- Dagmar König
- Ingbert Koppermann
- Kordula Kovac
- Karl Krammig
- Andreas Krautscheid
- Annegret Kramp-Karrenbauer
- Alexander Krauß
- Werner Krüger
- Max Künstler
- Heinz Küpper
- Peter Kudella
- Hans-Georg Kuhn
- Bernhard Kurpiers
- Armin Laschet
- Karl-Josef Laumann
- Thomas Lenz
- Ursula von der Leyen
- Sascha Lucht
- Josef Lukowiak
- Wilhelm Adam Lulay
- Thomas Mann
- Harald Menges
- Winfried Menrad
- Theo Michaely
- Patrick Moreau
- Adolf Müller
- Elmar Nass
- Claudia Middendorf
- Timo Mildau
- Hermann Mühlbeyer
- Alfons Müller
- Günter Niederbremer
- Paul Nößler
- Josef Otte
- Ingrid Pahlmann
- Sylvia Pantel
- Günther-Martin Pauli
- Joachim Paulick
- Thomas Pietzsch
- Rainer Prachtl
- Josef Reinert
- Klaus Riegert
- Werner Ringkamp
- Franz Romer
- Antonius Rüsenberg
- Helmut S. Ruppert
- Ines Saborowski
- Hermann Sandkämper
- Wilhelm Sante
- Erhard Schäfer
- Alois Schätzle
- Günther Schacht
- Heribert Scharrenbroich
- Karl Schiewerling
- Michael Schmelich
- Gabriele Schmidt
- Heinrich Schmidt
- Christa Schroeder
- Sven Schulze
- Uwe Schummer
- Roland Seffrin
- Ingrid Sehrbrock
- Heinz Soénius
- Michael-Ezzo Solf
- Marc Speicher
- Hans-Jürgen Stutzer
- Rudolf Sube
- Bernhard Tacke
- Bernhard Tenhumberg
- Willi Tilger
- Bruno Timm
- Karl-Heinrich Trageser
- Georg Urban
- Franz Varelmann
- Karl Vecsey
- Hanshorst Viehof
- Kerstin Vieregge
- Wolfgang Vogt
- Günter Volmer
- Christel Wagner-Watzlawski
- Maria Weber
- Peter Weiß
- Hans Wellmann
- Eva Maria Welskop-Deffaa
- Peter Wichtel
- Franz Wieser
- Karin Wolff
- Michael Wonneberger
- Willi Zylajew
- Matthias Zimmer

## Zukunftspreis
Die Christlich-Demokratische Arbeitnehmerschaft Deutschlands vergab von 1997 bis 2005 einen „Zukunftspreis“, dessen weitere Verleihungen von der CDU-nahen Initiative Forum Zukunft übernommen wurde.
Preisträger sind:
- 1997: Jürgen Rüttgers
- 1998: Jean-Claude Juncker
- 1999: Horst Teltschik
- 2000: keine Vergabe
- 2001: Lothar Späth[4]
- 2002: Reinhard Mohn[5]
- 2003: Angela Merkel[6]
- 2004: Hubert Burda
- 2005: Franz Beckenbauer[7]